# ستارا لوبوفنا
ستارا لوبوفنا (بالسلوفاكية: Stará Ľubovňa)‏ مدينة في شمال شرق سلوفاكيا وتتبع إقليم بريشوف.

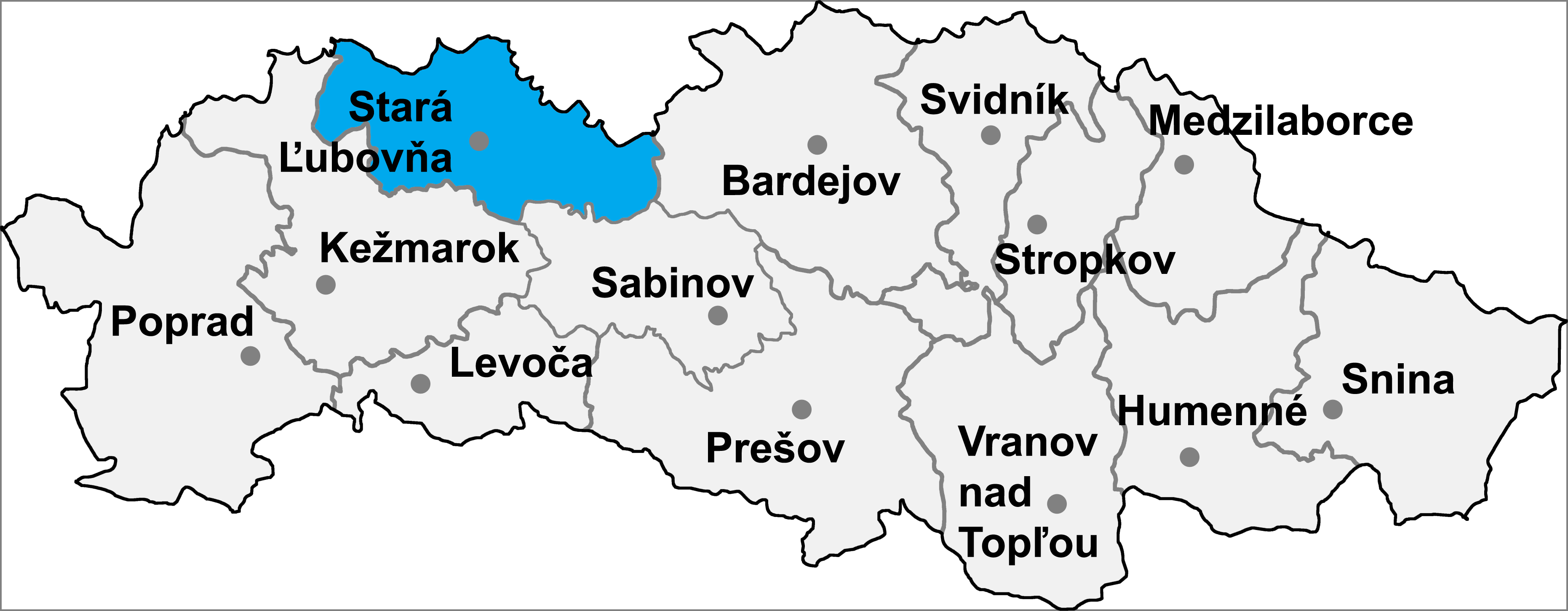
موقع ستارا لوبوفنا في إقليم بريشوف

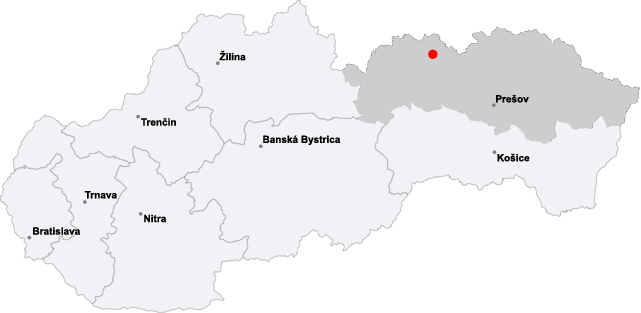
موقع ستارا لوبوفنا في سلوفاكيا

## معرض صور

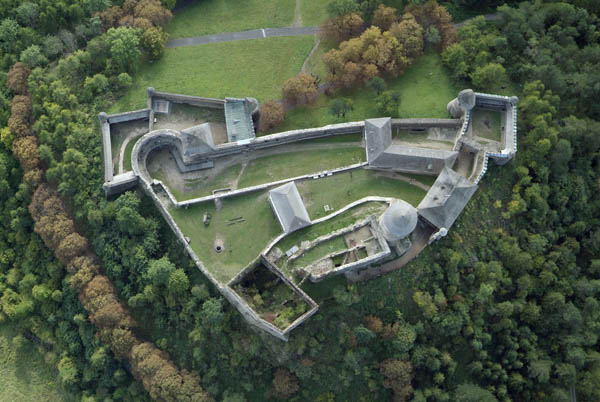
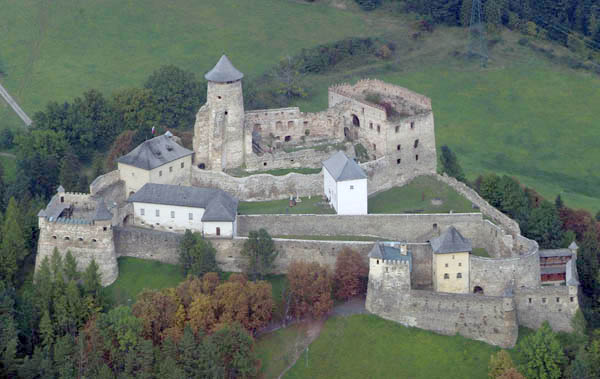
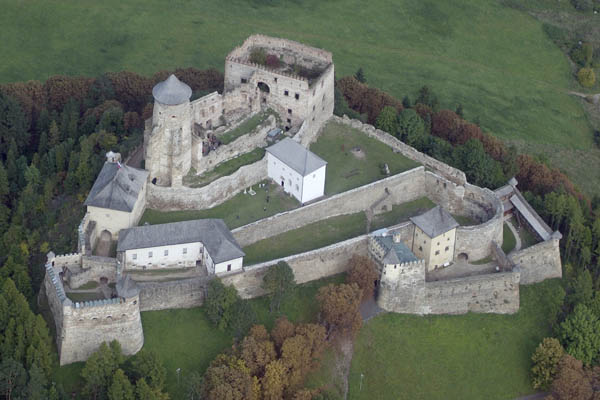
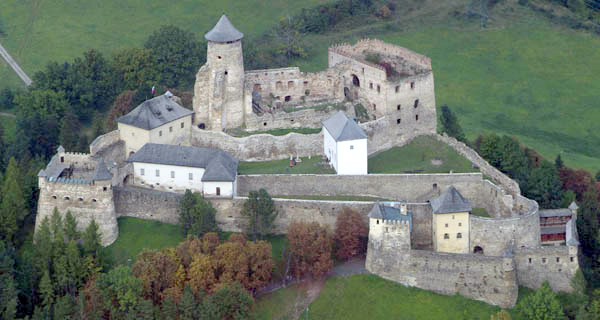

## أعلام
- يان فروليش